# Cross Slab von Elgin

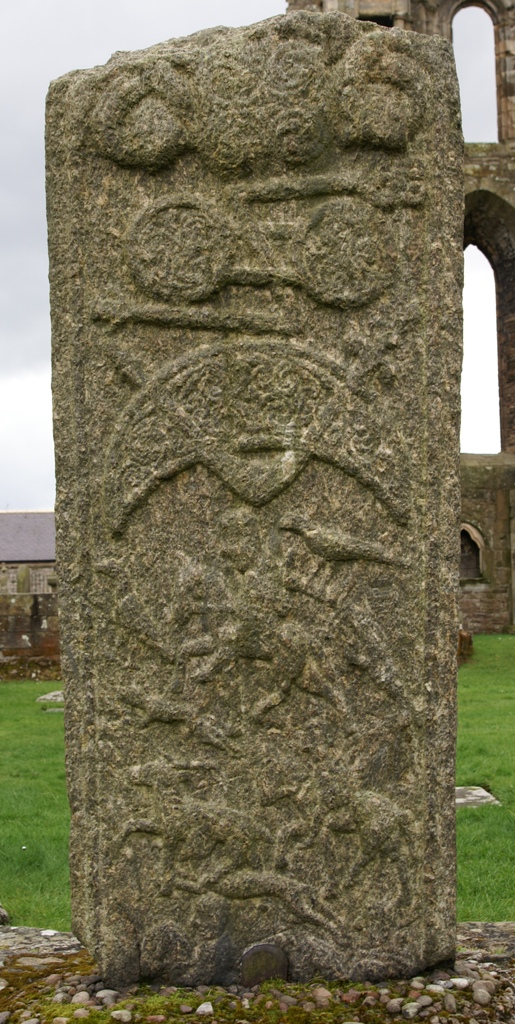
Cross Slab von Elgin, Nordseite

Die Cross Slab von Elgin ist ein piktischer Symbolstein der Klasse II, der sich in den Ruinen der Elgin Cathedral im schottischen Elgin in Moray befindet. Er wurde 1832 von James Skene gezeichnet. Der Stein ist 2,08 m hoch. Seine Breite verjüngt sich von 0,91 m an der Spitze auf 0,80 m an der Basis. Er ist 0,18 m dick, 
Die Cross Slab wurde 1823 etwa 0,6 m unter der Oberfläche des Friedhofs der St Giles Church entdeckt. Es wird angenommen, dass sie aus dem 9. Jahrhundert stammt. Insgesamt ist viel abgewittert, die Plattenoberseite ist beschädigt und der Sockel fehlt. Trotz des grobkörnigen Granits war die Schnitzerei bemerkenswert detailliert. 
Die Südseite zeigt in der oberen Hälfte ein Kreuz auf einem schlichten, breiten rechteckigen Sockel. Das Kreuz ist mit Paneelen aus zoomorphem Geflecht gefüllt. Das Kreuz und seine zentrale Scheibe werden von Rollprofilen umrandet. Die kleinen runden Achselhöhlen sind eingesenkt. In den vier Ecken sind die Evangelisten mit ihren Symbolen zu sehen. Unter dem Kreuz befindet sich eine Tafel mit ineinander verknoteten Tieren. 
Auf der Nordseite befindet sich ein Randquadrat, das oben Doppelspiralmotive, die Doppelscheibe mit dem Z-Stab, und den Halbmond mit dem V-Stab enthält. Darunter befindet sich eine nach links gewandte Jagdszene mit vier Reitern. Der obere, größer herausragende Reiter ist mit einem Raubvogel auf dem ausgestreckten Arm dargestellt. Ein großer Vogel, vielleicht die Beute, steht vor dem Pferd. Es gibt einen von einem Hund gehetzten Hirsch und zwei weitere Hunde.